# الدوري الباراغواياني لكرة القدم 1907
الدوري الباراغواياني لكرة القدم 1907 (بالإسبانية: Campeonato Paraguayo de Fútbol 1907) هو الموسم 2 من الدوري الباراغواياني لكرة القدم. أشرف على تنظيمه اتحاد باراغواي لكرة القدم، وفاز فيه نادي غواراني.